# Hans Lindholm (politiker)
 For alternative betydninger, se Hans Lindholm. (Se også artikler, som begynder med Hans Lindholm)
Hans Lindholm (født 31. juli 1814 i Moseby på Falster, død 18. juni 1893 i Stubbekøbing) var en dansk skolelærer og politiker.
Lindholm var søn af skolelærer Cornelius Lindholm. Han blev uddannet lærer på Vesterborg Seminarium i 1832 og startede så som hjælpelærer i Systofte på Falster. Han blev lærer på Rødby Borgerskole på Lolland i 1839, lærer i Karleby på Falster i 1841, og lærer i Moseby på Falster i 1851. Han stoppede som lærer i 1872 og flyttede til Stubbekøbing i 1885. Lindholm var med til at stifte en sparekasse i Åstrup Sogn i 1857 og var dens formand til 1885. Han har skrevet nogle vejledninger i landbrug og havedyrkning for husmænd og drev også selv landbrug.
Han blev valgt til Folketinget i Maribo Amts 5. valgkreds (Stubbekøbingkredsen) ved folketingsvalget 26. februar 1853 hvor han vandt over arvefæster Rasmus Olsen. Olsen vandt imidlertid over Lindholm ved folketingsvalget 3 måneder senere i maj 1853. Lindholm stillede ikke op til flere folketingsvalg.